# Майк Дирикс
Майк Дирикс (на нидерландски: Mike Dierickx), познат и като M.I.K.E., е белгийски диджей. Той се ползва и с псевдонимите Push и Plastic Boy. Става известен с трака си „Universal Nation“ (на български: универсална нация). Неговият стил е прогресив транс.

## Биография
Историята започва когато той е на 11 години. Той изпитва интерес към музиката, вместо към игрите навън с другите деца. На 18 години M.I.K.E. дава първия си демо-трак на музикалната компания в Антверпен. Малко след това първият му собствен трак 'Vision Act' е реализиран през 1992 г. Той нашумява през 1998 г. когато излиза най-успешният му трак – „Universal Nation“. През годините M.I.K.E. получава множество призове, включващи награда за най-добър продуцент. 6 пъти влиза в топ 40 на Обединеното кралство. Той намира време да направи и свой собствен лейбъл. Това става през 1999 г. Името на лейбъла е Scanner-Records

## Сингли
Издадени под псевдонима Push:
- Blue Midnight
- Journey of Life
- Lourney of Life Rank 1 Remix
- Tranzy State of Mind (club mix)
- Strange World
- Sunrise at Palamos
- The Legacy
- Till We Meet Again
- 1999 Universal Nation
- 2002 Universal Nation 2002
- 2003 Universal Nation 2003 (remixed by Ferry Corsten)
- Push vs. Solid Globe – Tranceformation

Издадени под псевдонима Plastic Boy:
- 1999 Angel Dust (Push)
- 1999 Live another Life
- 2000 Twixt (Push)
- 2001 Silver Bath
- 2004 Twixt 2004
- 2005 From Here to Nowhere

Издадени с името му M.I.K.E.:
- 2000 Sunrise at palemos
- 2003 Turn out the lights
- 2005 Massive Motion
- 2005 Fuego Caliente
- 2006 Voices from the Inside
- 2006 Salvation
- 2006 Into the Danger (with Andrew Bennet)
- 2007 Changes R Good